# جارن لویسون
جارن لویسون (انگلیسی: Jaren Lewison؛ زادهٔ ۹ دسامبر ۲۰۰۰) یک بازیگر آمریکایی است. به خاطر ایفای نقش بن گراس در سریال تلویزیونی هرگز تا به حال نداشته‌ام شناخته شده‌است.
در سال ۲۰۱۹، لویسون شروع به تحصیل در کالج در دانشگاه کالیفرنیای جنوبی کرد، جایی که در سال ۲۰۲۲ با مدرک کارشناسی روان‌شناسی گرایش خردسالان و جرم‌شناسی فارغ‌التحصیل شد.